# Nadia Escobar
Nadia Escobar (México) es una actriz mexicana originaria de Juárez. Se ha dado a reconocer por sus participaciones en el programa El informal, y en la telenovela El Talismán. 
Debutó en 2006 en el programa El informal, realizando diversos personajes, y más adelante, estaría en los programas Un día en Peregrino y De risa en risa.
En 2011, hace una pequeña actuación en La casa de al lado. En 2012, encarnó a Alberta Sierra en El Talismán, donde actuó al lado de los actores Blanca Soto, Rafael Novoa, Aarón Díaz, Lola Ponce, Sergio Reynoso y Julieta Rosen. Ese mismo año interpreta a Mónique en Corazón valiente y participa al lado de Adriana Fonseca, José Luis Reséndez, Aylín Mújica, Gabriel Valenzuela y Ximena Duque. 
En 2013 actúa en Rosario, al lado de Guy Ecker, Itahisa Machado, Aarón Diaz, Lorena Rojas y Zully Montero. En 2015, participó en Marido en alquiler como Elsa, junto a Sonya Smith, Juan Soler, Maritza Rodríguez, Miguel Varoni y Alba Roversi.
Su papel más reciente fue en la telenovela Eva la trailera, en donde interpretó a Emilia.

## Carrera
| Año       | Producción          | Personaje         |
| --------- | ------------------- | ----------------- |
| 2016      | Eva la trailera     | Emilia            |
| 2013-2014 | Marido en alquiler  | Elsa              |
| 2013      | Rosario             | Carmencita        |
| 2012      | Corazón valiente    | Mónique           |
| 2012      | El Talismán         | Alberta Sierra    |
| 2011      | La casa de al lado  | Camarera          |
| 2010      | De risa en risa     | Varios personajes |
| 2009      | Un día en Peregrino | Varios personajes |
| 2006-2008 | El informal         | Varios personajes |